# Árabe siciliano
Árabe siciliano o sículo-arábigo (اللَّهْجَة الْعَرَبِيَّة الصِّقِلِّيَّة al-lahja l-ʿarabiyya ṣ-ṣiqilliyya) es el término utilizado para las variedades del árabe que se hablaron en el Emirato de Sicilia (que incluía Malta) desde el siglo IX, persistiendo bajo el posterior gobierno normando hasta el siglo XIII. Se derivó del árabe tras la conquista abasí de Sicilia en el siglo IX y fue marginado gradualmente tras la conquista normanda de Italia Meridional en el siglo XI.
El árabe siciliano está extinto y se designa como una lengua histórica que solo se atestigua en escritos de los siglos IX al XIII en Sicilia. Sin embargo, el actual maltés se considera su único descendiente superviviente. El maltés evolucionó de uno de los dialectos del árabe siciliano durante los últimos 800 años y un proceso gradual de latinización que le dio una importante influencia de superestrato romance. En contraste, el actual siciliano, que es una lengua italo-dálmata, conserva relativamente poco vocabulario del árabe siciliano; su influencia se limita a unas 300 palabras.

## Historia

### Introducción en Sicilia
Durante los siglos VII y VIII, Sicilia fue atacada desde Túnez. La eventual conquista musulmana árabe de la Sicilia bizantina fue fragmentaria y lenta. La región fue una zona fronteriza, incluso después de la caída de Taormina en 962, que completó la invasión. Las lenguas romances, como el latino-romance africano, y el griego bizantino continuaron usándose en la isla mucho después de la conquista árabe. Sus hablantes eran en su mayoría musulmanes sicilianos. Sin embargo, basándose en el acta fundacional de la iglesia de Santa Maria dell'Ammiraglio (escrita tanto en griego como en árabe), se puede especular que el árabe siciliano también era la lengua materna de muchos sicilianos, en este caso los cristianos ortodoxos de Palermo.

### Reino normando de Sicilia
Cuando los normandos entraron en Sicilia, la isla estaba dividida en dos grupos lingüísticos principales no latinos:
- Hablantes de árabe, principalmente en Palermo, Agrigento, Butera, Enna y Noto
- Hablantes de griego, principalmente en Mesina, Taormina, Cefalù, Catania y Siracusa

En 1086, los normandos lograron asegurar la conversión del último gobernante kalbí importante de Enna, Ibn Hamud. Esta conversión, junto con la adopción normanda de muchas costumbres de gobierno árabes, resultó en la aparición de una lengua cristiana siculo-árabe. Durante la era normanda, la cancillería operaba en árabe, griego y latín.

Copia moderna de la Tabula Rogeriana, invertida con el norte orientado hacia arriba.

La Nuzhat al-mushtāq fi'khtirāq al-āfāq (Plantilla:Langx, lit. "el libro de los viajes placenteros a tierras lejanas"), más conocida como la Tabula Rogeriana (lit. El Libro de Roger en latín) es una descripción del mundo y un mapamundi creado por el geógrafo árabe Muhammad al-Idrisi, radicado en Palermo, en 1154. Al-Idrisi trabajó en los comentarios e ilustraciones del mapa durante quince años en la corte del rey normando Roger II de Sicilia, quien encargó la obra alrededor de 1138.

### Declive después de 1200
En el período posterior a la conquista, tanto el árabe como el griego fueron utilizados ocasionalmente por los nuevos gobernantes y posteriormente en la administración fiscal del rey, que gestionaba las tierras y los hombres reales en Sicilia y Calabria. Los muchos documentos que emitió se encuentran entre las principales y más importantes fuentes del árabe en Sicilia. Sin embargo, cuando los Hohenstaufen reemplazaron a los normandos, el árabe fue eliminado como lengua de gobierno en 1198 y los Hohenstaufen expulsaron a los musulmanes restantes a Lucera y el norte de África en el siglo XIII. Debido a las expulsiones, los únicos hablantes restantes de árabe siciliano eran cristianos.
Cuando los aragoneses tomaron Sicilia, introdujeron la nobleza catalana, hicieron del latín la única lengua oficial; los registros oficiales en griego y árabe en Sicilia dejaron de existir en el siglo XIV.
La influencia árabe continuó en una serie de palabras del siciliano. La mayoría de estos términos se relacionan con la agricultura y actividades afines.

## Idioma maltés
El idioma moderno derivado del árabe siciliano hablado en Malta se conoce como maltés. Mientras que "árabe siciliano" se refiere a la lengua hablada antes de 1300, apenas existen registros del siglo XIV, y el primer registro en lengua maltesa es Il-Kantilena (Xidew il-Qada) de Pietru Caxaro (finales del siglo XV), que está escrito en alfabeto latino.
El maltés evolucionó del árabe siciliano a través de un proceso gradual de latinización tras la recristianización de Malta (que se completó en 1250). Algunos elementos del vocabulario árabe siciliano son comparables con elementos posteriores encontrados en maltés. Aunque el árabe siciliano ha tenido una influencia relativamente menor en el siciliano actual, esta lengua comparte muchas palabras de etimología árabe, que pueden originarse en el español o en el propio árabe siciliano. Algunos ejemplos se muestran en la siguiente tabla:
| Maltés   | Siciliano (etimología árabe) | Español (etimología árabe) | Árabe (Estándar moderno) | Inglés            |
| -------- | ---------------------------- | -------------------------- | ------------------------ | ----------------- |
| ġiebja   | gebbia                       | aljibe                     | جابية (jābiya)           | aljibe            |
| ġulġlien | ciciulena                    | ajonjolí                   | جُلْجُلَا (juljulān)         | semilla de sésamo |
| sieqja   | saia                         | acequia                    | سَاقِيَة (sāqiya)           | 'canal'           |
| żagħfran | zaffarana                    | azafrán                    | زَعْفَرَان (zaʿfarān)        | 'azafrán'         |
| żahra    | zàgara                       | azahar                     | زَهْرَة (zahra)             | 'flor'            |
| żbib     | zibbibbu                     | acebibe                    | زَبِيب (zabīb)             | 'pasas'           |